# Gestingthorpe
Gestingthorpe är en by och en civil parish i Braintree i Storbritannien. Den ligger i grevskapet Essex och riksdelen England, i den sydöstra delen av landet, 80 km nordost om huvudstaden London. Orten har 421 invånare (2001). Den har en kyrka.